# Valea Mănăstirii (Alba)

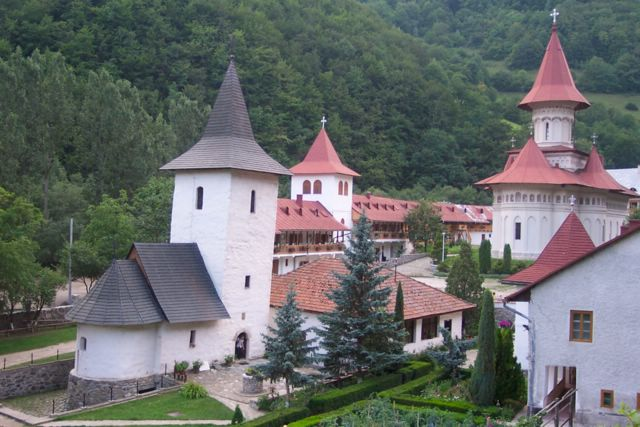
Kloster Râmet

Valea Mănăstirii (ungarisch Remetekolostor) ist ein Dorf im Kreis Alba in Rumänien. Es ist Teil der Gemeinde Râmeț. Der rumänische Ortsname bedeutet wörtlich etwa „Tal des Klosters“.

## Lage
Valea Mănăstirii liegt im Westen Siebenbürgens im Trascău-Gebirge. An der Kreisstraße (drum județean) DJ 750C gelegen, befindet sich der Ort ca. zwei Kilometer südlich vom Gemeindezentrum entfernt. Das Dorf befindet sich im tief eingeschnittenen Tal des Flusses Geoagiu.

## Geschichte
Der Ort wurde 1441 erstmals urkundlich erwähnt. Er entstand um ein Rumänisch-Orthodoxes Kloster, welches vermutlich im 14. Jahrhundert gegründet wurde.

## Bevölkerung
Die 172 Einwohner des Ortes (Stand 2002) bezeichnen sich durchweg als Rumänen. Die Einwohnerzahl ist seit der ersten offiziellen Erhebung im Jahr 1956 (damals 156) nahezu konstant geblieben.

## Verkehr
Valea Mănăstirii befindet sich an einer in Teiuș beginnenden befestigten Fahrstraße, die im Ort endet. Nach Teiuș bestehen mehrfach täglich Busverbindungen (Stand 2008).

## Sehenswürdigkeiten
Von zentraler Bedeutung für den Ort ist das Râmeț-Kloster. Auf seinem Gelände steht eine 1376 errichtete Steinkirche. Das Kloster beherbergt unter anderem ein Museum.
Touristisch interessant sind außerdem die landschaftlich reizvolle Lage und die Nähe zu den Talschluchten Cheile Mănăstirii und Râmeț.
In der Umgebung von Valea Mănăstirii befinden sich noch mehrere strohgedeckte Häuser, die allerdings in den letzten Jahrzehnten teilweise Ferienhäusern weichen mussten.